# Jakob Hurt

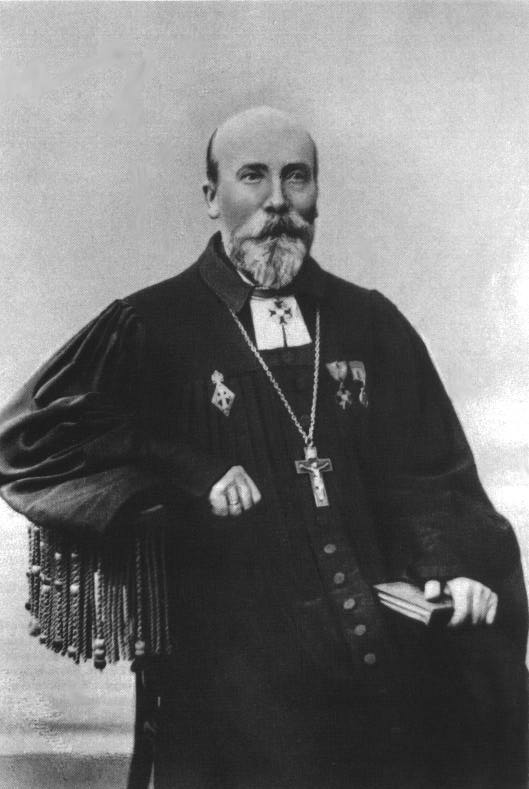
Jakob Hurt jako pastor w Petersburgu

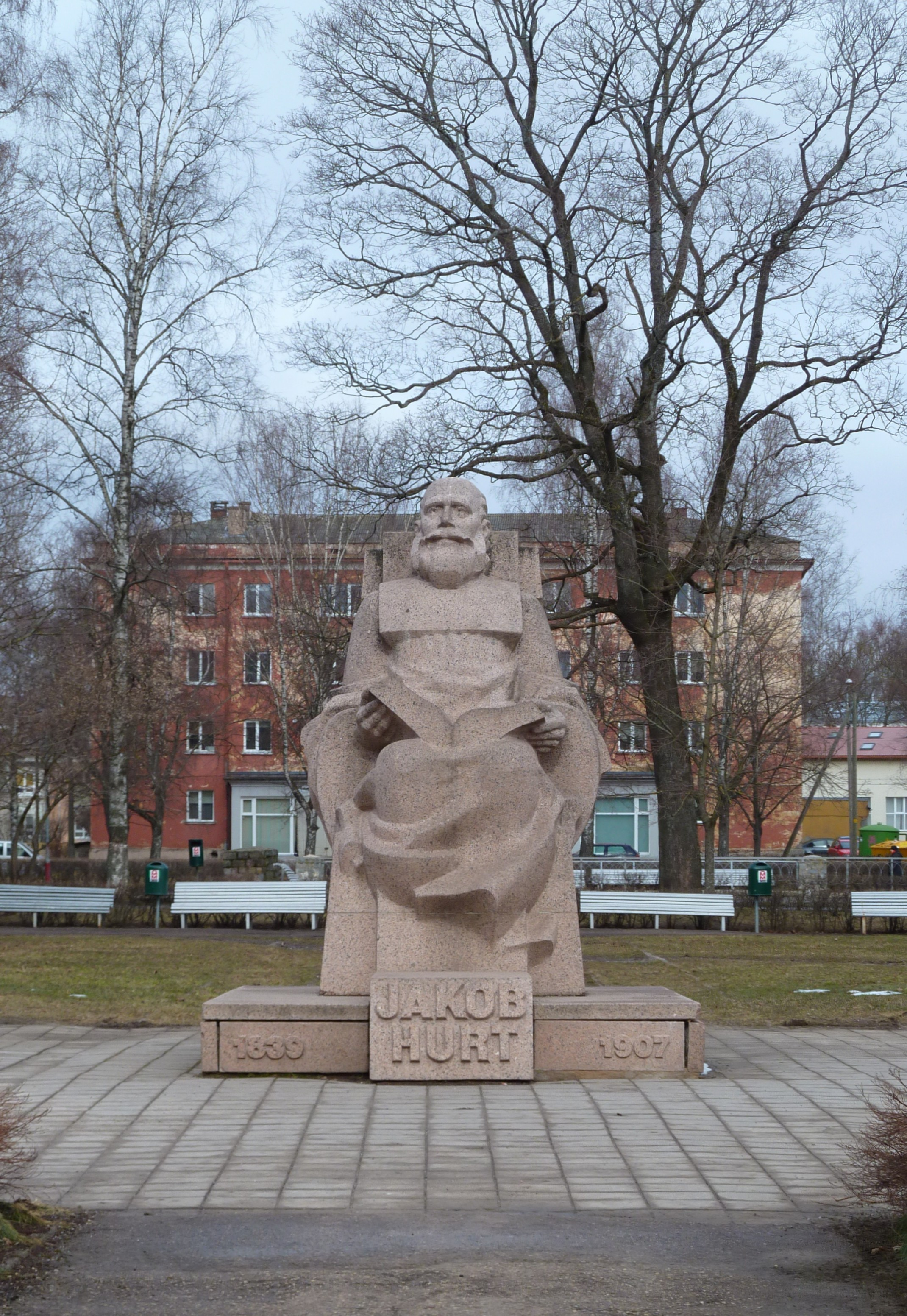
Pomnik Jakoba Hurta w Tartu.

Jakob Hurt (ur. 22 lipca 1839 w Himmaste, zm. 13 stycznia 1907 w Petersburgu) – estoński językoznawca, teolog i folklorysta, jeden z twórców estońskiego odrodzenia narodowego.

## Biografia
W dzieciństwie uczęszczał do szkoły ludowej w Himmaste, później uczył się w gimnazjum w Tartu (Dorpat), gdzie studiował również teologię na lokalnym Uniwersytecie (1859–1864). Od 1860 był aktywnym działaczem Korporacji Bałtyckiej Livonia Dorpat.
Po ukończeniu studiów, został zatrudniony jako nauczyciel w dobrach Hellenurme należących do Alexandra Theodora von Middendorffa. Od 1868 do 1872 nauczał w szkołach gimnazjalnych w Tartu i Kuressaare.
W listopadzie 1872 został ordynowany na pastora w kościele mariackim w Tartu. Od 1872 do 1880 był pastorem w Otepää, a później aż do 1901 pełnił posługę jako ksiądz luterański w Petersburgu, zarządzając estońską parafią narodową.
Od 1872 do 1881 pełnił funkcję przewodniczącego Estońskiego Towarzystwa Literackiego (Eesti Kirjameeste Selts).
W wydanej w 1864 publikacji Lühikene õpetus kirjutamisest parandatud viisi położył podwaliny pod nowoczesną ortografię estońską. Później wydał m.in. monografię Eesti sõnadestline lõpuga (1903). Wraz z Ferdinandem Johannem Wiedemannem pracował nad wydaniem wielkiego słownika estońsko-niemieckiego. W 1886 uzyskał doktorat z teologii na Uniwersytecie w Helsinkach za pracę Die estnischen Nomina auf -ne purum.
Od 1863 zajmował się wydawaniem estońskich pieśni ludowych oraz poezji, które opublikował m.in. w Beiträge zur Kenntniss estnischer Sagen und Ueberlieferungen (1863), Vana Kannel (Tom 1: 1875–1886, Tom 2: 1884–1886) i Setukeste laulud (1904–1907). Nazywany jest ,,królem folkloru estońskiego" – przy pomocy tysięcy pomocników zebrał ogromny zbiór poezji ludowej.
Był żonaty z  Eugenie Oettel Hurt – razem mieli sześcioro dzieci. Został pochowany na cmentarzu Raadi w Dorpacie. Jest upamiętniony na banknocie dziesięciokoronowym.

## Wybrane publikacje
- Beiträge zur Kenntnis estnischer Sagen und Ueberlieferungen, Tartu 1863
- Lühikene õpetus õigest kirjutamisest parandatud viisi, Tartu 1864
- Vana Kannel I, Tartu 1875–1886
- Pildid isamaa sündinud asjust, Tartu 1879
- Vana Kannel II, Tartu 1884–1886
- Die estnischen Nomina auf -ne purum, Helsinki 1886
- Eesti astronoomia, Tartu 1899
- Über die Pleskauer Esten oder die sogenannten Setukesen, Helsinki 1904
- Setukeste laulud I-III, Helsinki 1904–1907